# Politically Incorrect (Talkshow)
Politically Incorrect war in den USA eine abendliche politische Talkshow von Bill Maher, die von 1993 bis 2002 lief. Ausgestrahlt wurde sie auf Comedy Central 1993 bis 1996 und auf ABC von 1997 bis 2002.
Die erste Show war in New York City entstanden, zog aber bald nach Los Angeles, um einfacher Stars als Gäste zu haben. Die Show gewann den Emmy Award 2000 und auch zwei CableACE Awards 1995 und 1996.

## Darstellung

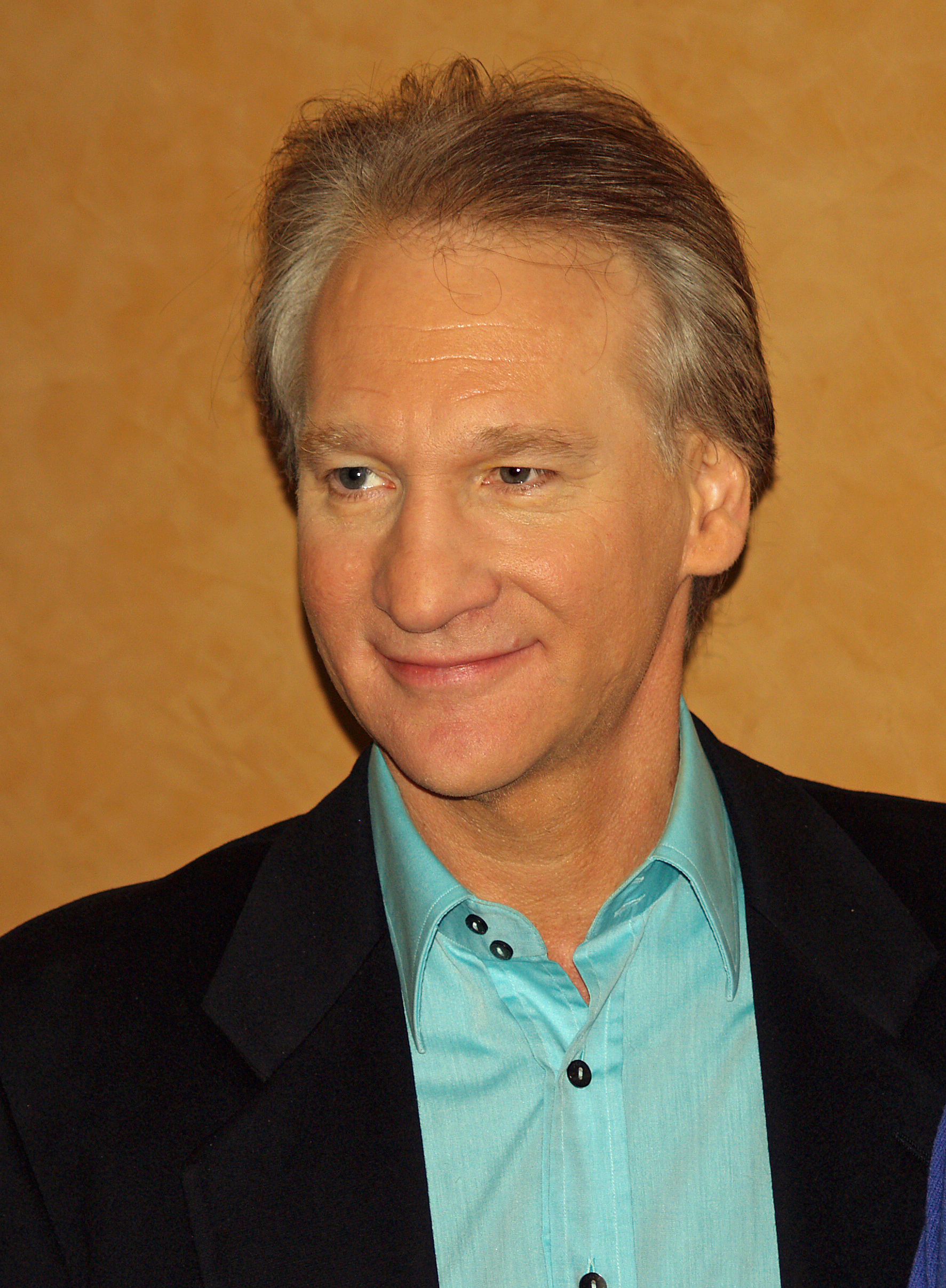
Bill Maher im Jahre 2007

Die Sendung begann mit einem kurzen Monolog von Maher, nachdem er seine Gäste vorgestellt hatte. Im Regelfall waren es vier (selten auch mal bloß einer), aus verschiedenen Bereichen. Maher bemühte sich grundsätzlich, die Gäste zur Selbstdarstellung zu bringen.

## Niedergang
Nach den Anschlägen des 11. September sagte der ehemalige amerikanische Präsident George W. Bush, die Terroristen seien Feiglinge. Bei den Anschlägen war auch Barbara Olson ums Leben gekommen, ein häufiger Gast in der Sendung. Maher ließ für sie eine Woche lang einen Platz in der Sendung leer. Wenige Tage später widersprach Dinesh D’Souza in der gleichen Sendung Bush und behauptete, die Terroristen seien Krieger. Maher stimmte zu und antwortete „We have been the cowards, lobbing cruise missiles from 2,000 miles away. That’s cowardly. Staying in the airplane when it hits the building, say what you want about it, it's not cowardly.“ („Wir waren die Feiglinge, die Marschflugkörper im hohen Bogen aus 2000 Meilen Entfernung schießen. Das ist feige. Im Flugzeug zu bleiben, wenn es das Gebäude trifft – man kann dazu stehen, wie man will, aber es ist nicht feige.“), womit er ins Kreuzfeuer der Kritik geriet. Die Sendung verlor in der Folge Werbeaufträge.
Bereits im Juni des folgenden Jahres wurde die Sendung aufgrund geringer Zuschauerzahlen abgesetzt.